# Чешиново
Чешиново (мкд. Чешиново) је насеље у Северној Македонији, у источном делу државе. Чешиново је у саставу општине Чешиново-Облешево.

## Географија
Чешиново је смештено у источном делу Северне Македоније. Од најближег града, Кочана, насеље је удаљено 12 km југозападно.
Насеље Чешиново се налази у историјској области Кочанско поље. Подручје око насеља је долинско и добро обрађено. Јужно од насеља тече река Брегалница средњим делом свог тока. Надморска висина насеља је приближно 300 метара.
Месна клима је умерено континентална.

## Становништво
Чешиново је према последњем попису из 2002. године имало 998 становника.
Претежно становништво у насељу су етнички Македонци (99%), а остало су махом Цинцари.
Већинска вероисповест месног становништва је православље.